# Léviathan
Pour les articles homonymes, voir Léviathan (homonymie).
Le Léviathan (de l'hébreu : לִוְיָתָן, liviyatan ou liwjatan) est, dans la Bible, un animal marin qui apparaît dans les Psaumes, le livre d'Isaïe, et le livre de Job. Le Talmud y fait aussi référence, évoquant la destruction de monstres marins rebelles par Dieu à la fin des temps.
Le mythe du Léviathan continue un mythe bien connu des sources pré-bibliques ayant trait au combat primordial entre le Créateur et les forces marines qui personnifient le Chaos. On retrouve ce mythème chez les Hittites (le dragon Illouyankas), en Mésopotamie (bataille de Mardouk et Tiamat) et dans le mythe phénicien-ougaritique de Baal et Anat, dressés contre divers monstres marins (dont l'un s'appelle Lotan).

## Description

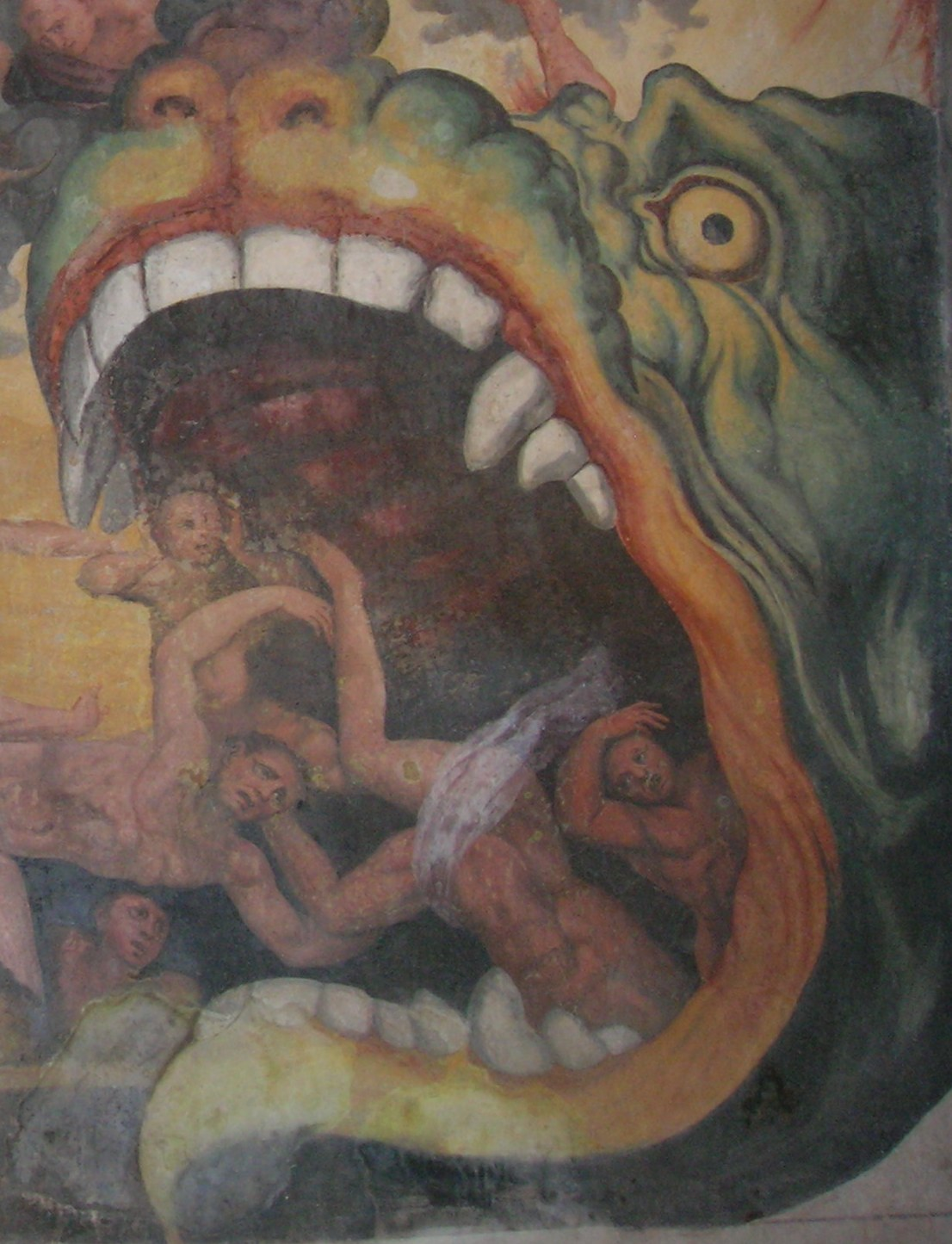
Représentation du Léviathan dans la fresque Le Jugement dernier (Giudizio Universale) de Giacomo Rossignolo (vers 1555).

Le Léviathan est un monstre colossal, dragon, serpent et crocodile, dont la forme n'est pas précisée ; il peut être considéré comme l'évocation d'un cataclysme terrifiant capable de modifier la planète, et d'en bousculer l'ordre et la géographie, sinon d'anéantir le monde. Sa description évoque par périphrase le redoutable crocodile du Nil qui abondait alors au pays des pharaons. Le précédaient dans un panorama de la faune égyptienne l'hippopotame, le lion, le corbeau, la chèvre et la biche, l'onagre, le buffle, l'autruche, le cheval, l'épervier et l'aigle.
Léviathan est également, selon certaines versions, l'un des principaux démons de l'enfer. Il est représenté au Moyen Âge sous la forme d'une gueule ouverte qui avale les âmes, symbolisant ainsi l'entrée des enfers.

## Extraits de la bible
« Qu'elle soit maudite par ceux qui maudissent les jours, Par ceux qui savent exciter le léviathan! »

— Job 3:8

« Prendras-tu le crocodile (Léviathan) à l'hameçon ? Saisiras-tu sa langue avec une corde ? Mettras-tu un jonc dans ses narines ? Lui perceras-tu la mâchoire avec un crochet ? Te pressera-t-il de supplication ? Te parlera-t-il d'une voix douce ?
Fera-t-il une alliance avec toi, Pour devenir à toujours ton esclave ? Joueras-tu avec lui comme avec un oiseau ? L'attacheras-tu pour amuser tes jeunes filles ? Les pêcheurs en trafiquent-ils ? Le partagent-ils entre les marchands ? Couvriras-tu sa peau de dards, Et sa tête de harpons ? Dresse ta main contre lui, Et tu ne t'aviseras plus de l'attaquer. Voici, on est trompé dans son attente ; À son seul aspect n'est-on pas terrassé ? »

— Job 40:20-28

« Je veux encore parler de ses membres, Et de sa force, et de la beauté de sa structure. Qui soulèvera son vêtement? Qui pénétrera entre ses mâchoires ? Qui ouvrira les portes de sa gueule ? Autour de ses dents habite la terreur. Ses magnifiques et puissants boucliers Sont unis ensemble comme par un sceau ; Ils se serrent l'un contre l'autre, Et l'air ne passerait pas entre eux ; Ce sont des frères qui s'embrassent, Se saisissent, demeurent inséparables. Ses éternuements font briller la lumière ; Ses yeux sont comme les paupières de l'aurore. Des flammes jaillissent de sa bouche, Des étincelles de feu s'en échappent. Une fumée sort de ses narines, Comme d'un vase qui bout, d'une chaudière ardente. Son souffle allume les charbons, Sa gueule lance la flamme. La force a son cou pour demeure, Et l'effroi bondit au-devant de lui. Ses parties charnues tiennent ensemble, Fondues sur lui, inébranlables. Son cœur est dur comme la pierre, Dur comme la meule inférieure. Quand il se lève, les plus vaillants ont peur, Et l'épouvante les fait fuir. C'est en vain qu'on l'attaque avec l'épée ; La lance, le javelot, la cuirasse, ne servent à rien. Il regarde le fer comme de la paille, L'airain comme du bois pourri. La flèche ne le met pas en fuite, Les pierres de la fronde sont pour lui du chaume. Il ne voit dans la massue qu'un brin de paille, Il rit au sifflement des dards. Sous son ventre sont des pointes aiguës : On dirait une herse qu'il étend sur le limon. Il fait bouillir le fond de la mer comme une chaudière, Il l'agite comme un vase rempli de parfums. Il laisse après lui un sentier lumineux ; L'abîme prend la chevelure d'un vieillard. Sur la terre nul n'est son maître ; Il a été créé pour ne rien craindre. Il regarde avec dédain tout ce qui est élevé, Il est le roi des plus fiers animaux. »

— Job 41:3-25

« Tu as écrasé la tête du crocodile, Tu l'as donné pour nourriture au peuple du désert. »

— Psaumes 74:14

« Là se promènent les navires, Et ce léviathan que tu as formé pour se jouer dans les flots. »

— Psaumes 104:26

« En ce jour, l'Éternel frappera de sa dure, grande et forte épée Le léviathan, serpent fuyard, Le léviathan, serpent tortueux; Et il tuera le monstre qui est dans la mer. »

— Isaïe 27:1

## Créatures similaires
- Le Léviathan est comparable dans la mythologie nordique à Jörmungandr, le serpent gigantesque qui entoure le monde (« serpent-monde »), fils du dieu malin Loki, qui participera à la fin du monde, le Ragnarök.
- Il est souvent identifié à la Bête de l'Apocalypse.
- Il est souvent représenté sous la forme d'un gigantesque serpent de mer, dont les ondulations sont à l'origine des vagues.
- Le terme de Lyviatan melvillei a été attribué à un taxon en 2010 pour un cachalot qui vivait au Miocène (Tortonien) en l'honneur du Léviathan biblique. Le seul fossile de Lyviatan est estimé atteindre 17,5 mètres. Ce nom est un hommage à l'hypothétique puissance de la mâchoire du cachalot, l'une des plus puissantes de l'histoire du règne animal.
- C'est également le nom d'un ancien dieu Phénicien.

## Dans l'art et la culture populaire

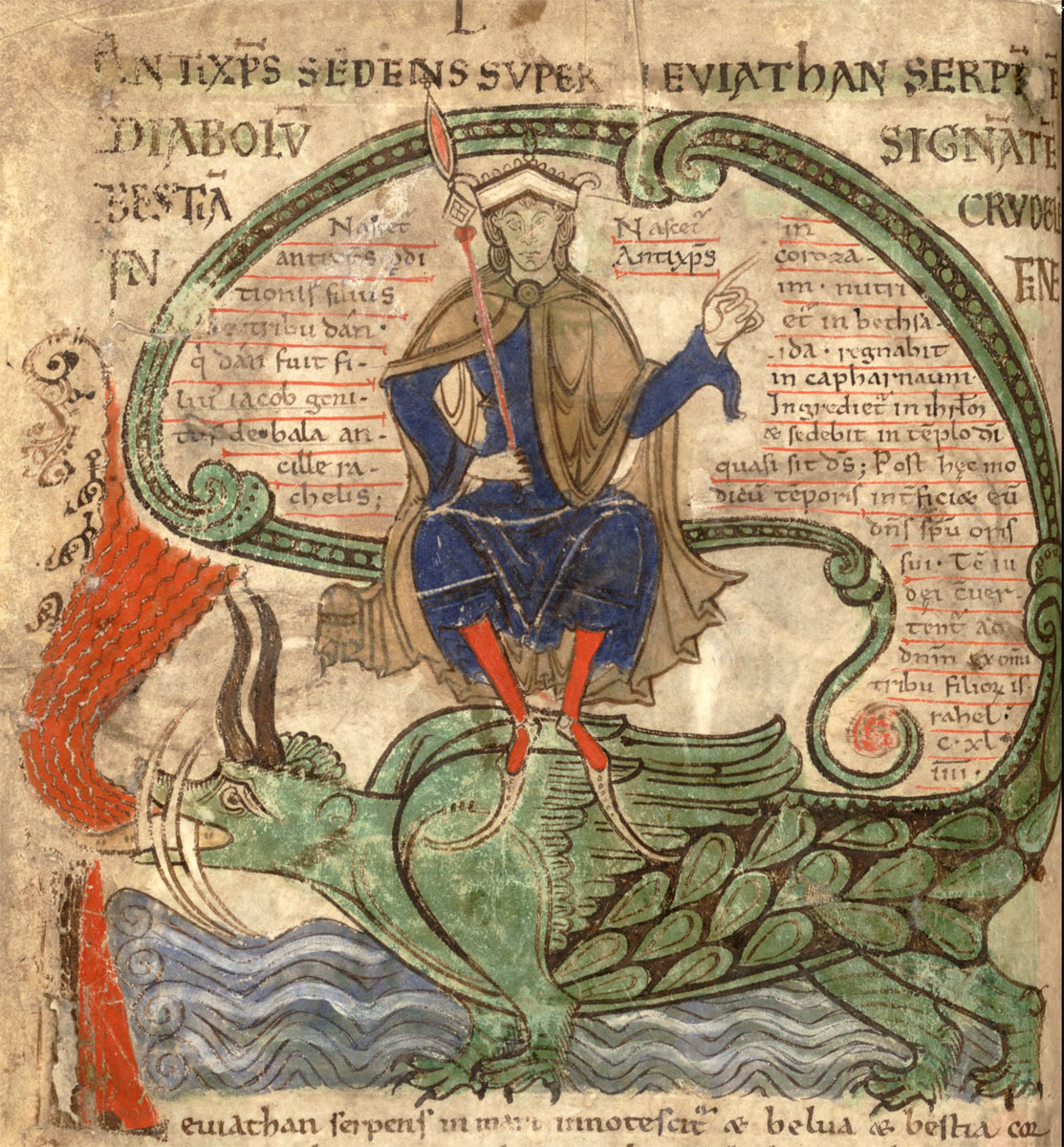
« Antéchrist assis sur le Léviathan », Liber floridus (1120).